# Georg Fleetwood (1605–1667)
Georg (eller George) Fleetwood, född 1605 (döpt den 30 juni), död den 11 juni 1667, var en svensk friherre, militär och diplomat, bror till Charles Fleetwood och son till Miles Fleetwood (1576–1640) och Anne Luke.

## Biografi
Fleetwood tog 1629 med en trupp ryttare anställning i Gustav II Adolfs här, där han fick överstelöjtnants befäl och 1630 utnämndes till överste för ett av honom i England värvat regemente. År 1632 dubbade Gustav II Adolf honom till riddare för visad tapperhet. Hans brev hem till sin far i England med skildring av slaget vid Lützen är ett av de viktigaste historiska dokumenten om nämnda slag.
År 1630 och 1636 sändes han till England i värvningsuppdrag.
År 1640 blev han kommendant i Greifswald och 1641-53 var han svensk kommendant i den pommerska staden Kolberg samt sistnämnda år generalmajor av infanteriet samt 1654 upphöjd till friherre.
Fleetwoods släktskap med Cromwells familj gjorde att Karl Gustav 1655 anförtrodde honom en diplomatisk beskickning till protektorn för att vid dennes hov verka för ett svensk-engelskt förbund.
Hans egentliga uppgift var att sondera terrängen för den samma år till Cromwell avsände ambassadören Christer Bonde och genom sina familjeförbindelser underlätta dennes mission. Dessutom hade han i uppdrag att värva soldater.
Fleetwood kvarstannade efter Bondes hemresa (september 1656), döljande sin egenskap av svenskt sändebud, samt förhandlade 1657-58 jämte den på hösten 1657 utsände Friesendorff om en mot de katolska makterna riktad offensiv och defensiv allians.
Först i september 1660 lämnade Fleetwood, som 1656 utnämnts till generallöjtnant, definitivt London och återvände till Sverige, där han 1665 utnämndes till krigsråd.